# Kruis van Verdienste voor de Veteranenverenigingen

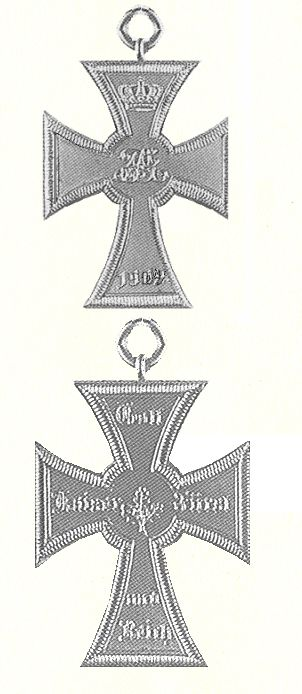
Twee kruisen: voor op de borst en aan het vaandel

Het Kruis van Verdienste voor de Veteranenverenigingen is een in 1902 ingestelde onderscheiding voor verdienste in de in Duitsland indertijd bloeiende veteranenverenigingen. Het kruis werd ingesteld door de Oldenburgse groothertog August van Oldenburg. Het verzilverde bronzen kruis werd in twee verschillende grootten vervaardigd. Het grotere kruis was als vaandeldecoratie gedacht en diende ter onderscheiding van de gehele vereniging. Het kleinere kruis werd op de linkerborst gedragen.
De veteranen van de napoleontische oorlogen waren naar alle waarschijnlijkheid in 1902 allen inmiddels gestorven, maar het Oldenburgse leger vocht ook in 1848, 1866, 1870 en van 1914 tot 1918. Wanneer de veteranen met hun vaandel paradeerden was de vaandeldecoratie met een cravatte aan de standaard bevestigd.
Het kruis heeft gebogen armen en mist een centraal medaillon. Op de armen staat in Gotische letters "Für Oldenburg und Reich". In het midden is een takje van de eik afgebeeld. Een eikenkrans of een toefje eikenbladeren werd in het 19e-eeuwse Duitsland als een typisch Germaans eerbetoon aan helden gezien en bij een overwinning versierde men helm en geweer met eikenbladeren.
Op de keerzijde staat de Oldenburgse kroon boven een centraal groothertogelijk monogram. Op de onderste kruisarm staat het jaartal "1902".